# Яхманн-Вагнер, Иоганна
Иоганна Яхманн-Вагнер (нем. Johanna Jachmann-Wagner;; 13 октября 1828, Зельце, Нижняя Саксония — 16 октября 1894, Вюрцбург, Королевство Бавария) — немецкая певица

, актриса

 и музыкальный педагог; племянница знаменитого композитора Рихарда Вагнера.

## Биография
Иоганна Яхманн-Вагнер родилась 13 октября 1828 года, в городе Зельце (Ганновер). Она была естественной дочерью солдата по имени Бок фон Вюльфинген и была удочерена Альбертом Вагнером (1799–1874) (старшим братом Ричарда Вагнера) и его женой Элис (1800–1864); у них было ещё две дочери. Из Зельце семья переехала в Вюрцбург в 1830 году, где оба родителя работали в Королевском баварском театре, отец был актером, певцом и режиссером. Она брала уроки игры на фортепиано у своей матери, католички, и пела дуэтами с ландграфином Гессенским, который брал уроки пения у ее отца. Здесь, уже в шестнадцать лет, она уже пела партию пажа в «Гугенотах» Мейербера, а затем Эльвиры в «Дон Жуане». 

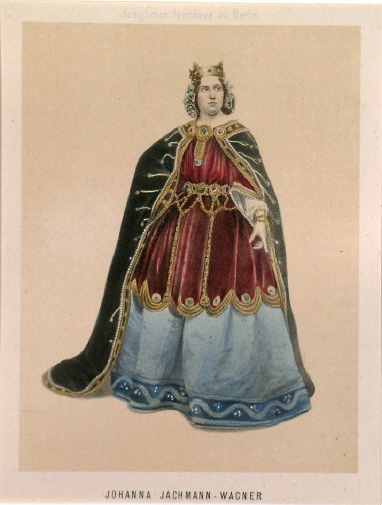
Иоганна Яхманн-Вагнер

Вскоре, благодаря своему дяде, Рихарду Вагнеру, она была ангажирована в Дрезденскую оперу. Изучая артистическое исполнение знаменитой оперной певицы Вильгельмины Шрёдер-Девриент, она существенно развила свой драматический талант. 
19 октября 1845 года она стала первой «Элизабет» на мировой премьере «Тангейзера» в Королевском саксонском придворном театре в Дрездене. 
В 1846 году И. Яхманн-Вагнер поехала в Париж, где слушание певиц Гризи, Персиани, певцов Ронкони, Лаблаша принесло ей большую практическую пользу. Вернувшись в Германию, она с огромным успехом выступала в Дрездене, Гамбурге и, наконец, в Берлине. 
Лучшие роли её репертуара принадлежали операм Глюка, Вагнера, Мейербера. Покинув оперную сцену в 1862 году, она выступала в больших трагических ролях в немецкой столице. 
В 1873 году Яхманн-Вагнер окончательно оставила сцену и поселилась в Мюнхене.
В 1882—1884 гг. работала учительницей драматического пения при Мюнхенской Королевской музыкальной школе, а последние 10 лет жизни прожила в Берлине.
Иоганна Яхманн-Вагнер умерла 16 октября 1894 года в городе Вюрцбурге.